# Zanthoxylum motuoense
Zanthoxylum motuoense är en vinruteväxtart som beskrevs av Cheng Chiu Huang. Zanthoxylum motuoense ingår i släktet Zanthoxylum och familjen vinruteväxter. Inga underarter finns listade i Catalogue of Life.